# 安田桃寧
安田 桃寧（やすだ ももね、2001年〈平成13年〉6月8日 - ）は、日本の元アイドルであり、女性アイドルグループ・NMB48の元メンバーである。大阪府出身。

## 略歴
2015年、『第2回AKB48グループ ドラフト会議』候補者オーディションにエントリーし、同年3月1日、最終審査49名のうちの一人に入る。同年4月12日にNMB48劇場公演の前座を務めた後、同5月10日に有明コロシアムで開催された『第2回AKB48グループ ドラフト会議』において、NMB48チームBIIから2巡目で指名され、同7月5日、インテックス大阪で行われた「Don't look back!」発売記念握手会に於いて、同じくチームBIIに指名された村中有基、安藤愛璃菜と共にお披露目された。
2016年10月18日、『NMB48 6th Anniversary Live』（於：神戸市・ワールド記念ホール）で発表された“大組閣”と称したチーム再編により、川上礼奈率いるチームMに異動。翌2017年1月より新体制に移行した。
2018年10月17日に発売された、NMB48の19thシングル「僕だって泣いちゃうよ」でシングル表題曲初選抜。以後グループ卒業まで7作連続でシングル表題曲選抜メンバーとして活動した。
2020年11月、清水里香と共に派生ユニット『JEMINI』（ジェミニ）を結成。同月15日と12月24日にJEMINIとしての単独ライブをNMB48劇場で行った。
2021年1月1日、NMB48劇場新春公演で概要発表された、『NAMBATTLE〜戦わなNMBちゃうやろっ!〜』では、先述の清水と共にグループE「ちょうぜつかわE」に配属された。同年11月10日、白間美瑠プロデュース『大阪魂、捨てたらあかん』の公演で卒業発表をし、12月29日の卒業公演で芸能界を引退することを発表した。

## 人物・エピソード
- キャッチフレーズは、「桃から生まれた元気娘、一緒に鬼退治行ってくれますかー?（お供します!）」[Blog 5]。
- 愛称は「ももね」。だが子供の頃は「モモンガ」と呼ばれたことがある[Blog 6]他、チームMで共働した水田詩織からは「ももっち」[9]、『あさパラ!』司会のハイヒール・リンゴからは「ももちゃん」と呼ばれていた[10]。
- 8歳下の妹がいる[Blog 5]。
- 本人によると、走ることが大の苦手。中学時代の運動会ではリレーで最下位となり、同じクラスの（生徒の）足を引っ張ってしまったことがある[11]。
- ドラフト会議の合宿時に部屋のふすまを覗こうとした際、テーブルの上に置いてあったココアを布団の上にこぼすハプニングを起こし、スタッフに叱られたという逸話がある[12]。
- HKT48の坂口理子によると、ドラフト会議では当初安田をチームHの1巡目で指名する予定だったという。だがバイトAKB出身の松岡はなを指原莉乃が気に入ったため、安田がNMB48に2巡目で指名される結果となった[3][13]。
- 渡辺麻友と小嶋陽菜を憧れとしている[2]。

## NMB48在籍時の参加曲

### シングル選抜楽曲
NMB48名義
- 「甘噛み姫」に収録
  - フェリー - 「Team BII」名義
- 「僕はいない」に収録
  - 妄想マシーン3号機 - 「Team BII」名義
- 「僕以外の誰か」に収録
  - 恋は災難 – 「Team M」名義
- 「ワロタピーポー」に収録
  - 本当の恋の境界線 - 「Team M」名義
- 「欲望者」に収録
  - 四字熟語ガールズ - 「Team M」名義
- 僕だって泣いちゃうよ
  - True Purpose - 「Team M」名義
- 床の間正座娘
  - 嘘をつく理由 - 「Team M」名義
  - 2番目のドア
- 母校へ帰れ!
  - パンパン パパパン - 「Team M」名義
- 初恋至上主義
  - 真正面 – 「Team M」名義
- だってだってだって
  - 青春はブラスバンド - 「Team M」名義
- 恋なんかNo thank you!
  - アイラブ豚まん
  - 我が友よ 全力で走ってるか? - 「Team M」名義
- シダレヤナギ

AKB48名義
- 「ジャーバージャ」に収録
  - 下手を打つ - 「NMB48」名義

### アルバム収録楽曲
- 『難波愛〜今、思うこと〜』に収録
  - 難波愛

### 劇場公演ユニット曲
チームM「アイドルの夜明け」公演
- 残念少女

チームM 3rd Stage「誰かのために」公演
- 投げキッスで撃ち落せ!
- 制服が邪魔をする

## 出演

### ラジオ番組
- 表町LIVE あもーれ!マッタリーノ（RSKラジオ）
  - 加藤夕夏と共に「うーかと桃寧のラジオでマッタリーノ!」を担当。

## 書籍

### 写真集
- ファースト写真集『もう一度、会いたい理由。』（2021年10月20日、光文社、撮影：木村哲夫）[14]